# Mechovkový útes
Mechovkový útes je zrušená přírodní památka v  lokalitě Komořany v  okrese Vyškov. Lokalita je součástí přírodní památky Stepní stráň u Komořan. Byla zřízena vyhláškou Okresního úřadu Vyškov ze dne 10. listopadu 1990. Leží jižně od města Rousínov. Důvodem ochrany je dochování dokladu posledního výskytu moře v oblasti Vyškovské brány. Na útesu převládají zkamenělé kulovité schránky kolonie mořských mechovek.